# Henri Carton de Wiart
Henri Victor Marie Ghislain Carton de Wiart (Brussel, 31 januari 1869 – Ukkel, 6 mei 1951) (ook als "Henry" vermeld) was een Belgische politicus. Hij was premier van 1920 tot 1921.

## Biografie

### Familie

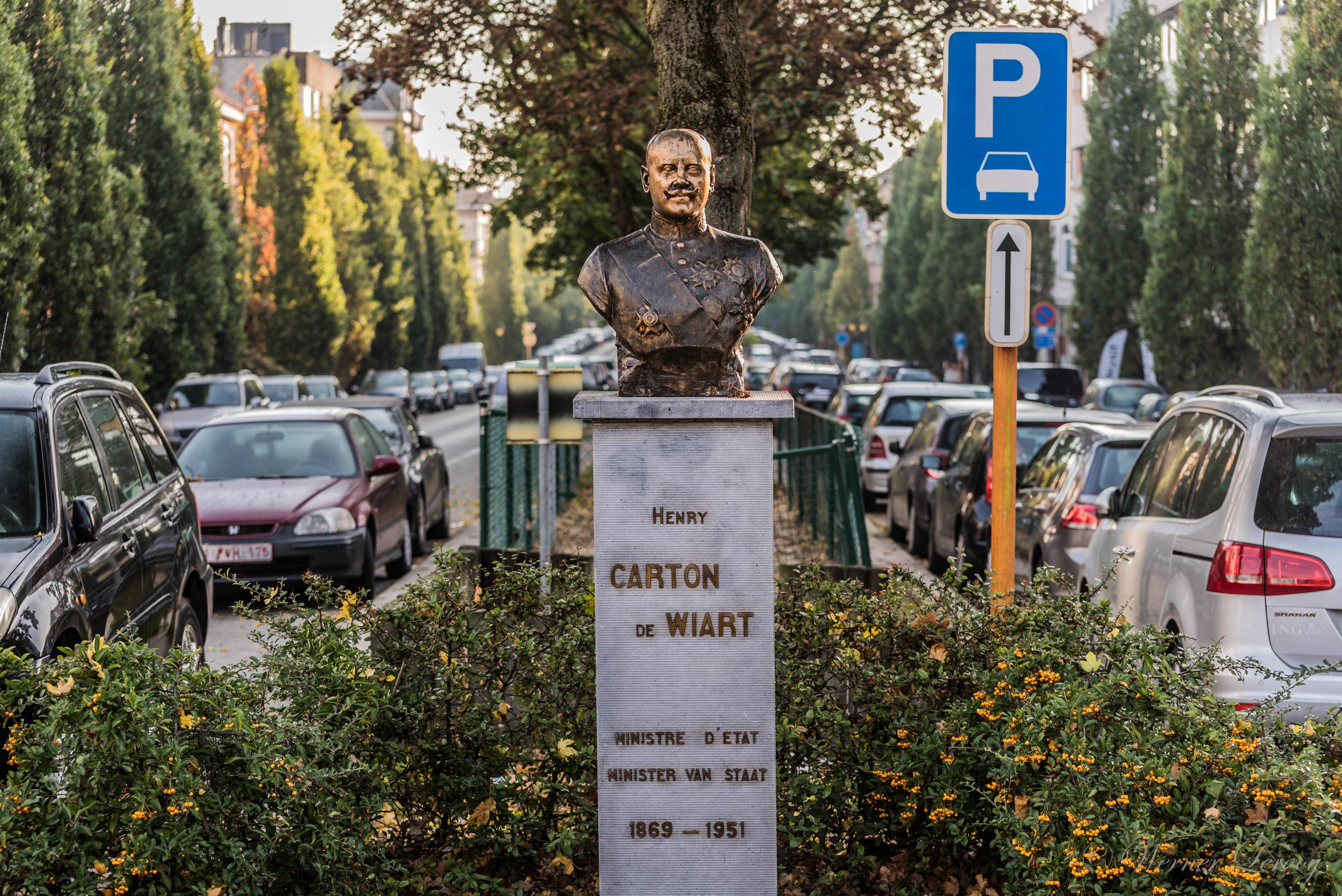
Standbeeld van Carton de Wiart in de gelijknamige laan in Jette

Graaf Henri Carton de Wiart was een telg uit de familie Carton de Wiart. Hij was een zoon van Riégo Carton de Wiart, advocaat, en Marie Cammaerts. Hij was een broer van graaf Edmond Carton de Wiart en een neef van de Britse generaal Adrian Carton de Wiart en Etienne Carton de Wiart, bisschop van Doornik.
Hij trouwde in 1897 in Watermaal-Bosvoorde met Juliette Verhaegen (1872-1955), dochter van Jean-Georges Verhaegen, advocaat, en nicht van baron Arthur Verhaegen en baron Paul Verhaegen. Ze kregen twee zoons en zes dochters. Ze waren de ouders van graaf Xavier Carton de Wiart, advocaat en schepen van Brussel, en graaf Hubert Carton de Wiart, avonturier, diplomaat en schrijver, en de schoonouders van baron Albert Houtart, magistraat en gouverneur van Brabant.
Henri Carton de Wiart was samen met verschillende andere leden van de familie op 6 oktober 1904 in de adelstand verheven. Op 12 maart 1922 werd hem de titel van graaf verleend, overdraagbaar bij eerstgeboorte.

### Loopbaan
Hij liep school aan het jezuïetencollege in Aalst en het Collège Saint-Michel en promoveerde in 1890 tot doctor in de rechten aan de Université libre de Bruxelles. Hij vestigde zich als advocaat in Brussel. 
Van 1895 tot 1911 was hij voor de Katholieke Partij gemeenteraadslid van Sint-Gillis. Ook was Carton de Wiart van 1896 tot aan zijn dood lid van de Kamer van volksvertegenwoordigers voor het arrondissement Brussel. Van 1900 tot 1911 was hij secretaris van de Kamer.
Samen met figuren als Michel Levie, Jules Renkin en de broers Adolf en Pieter Daens behoorde Carton de Wiart op het einde van de 19e eeuw tot de grondleggers van de christendemocratie. Hij was medestichter van de christendemocratische bladen L'Avenir Social (1891-1894) en La Justice Sociale (1895-1902). Als medestichter van de Ligue Nationale du Suffrage Universel onderhield hij ook goede betrekkingen met de christendemocratische bewegingen in Vlaanderen en Wallonië. Daarnaast was Carton de Wiart een hevig tegenstander van de regionale eentaligheid in Vlaanderen en voerde hij rond 1900 een Belgisch-nationalistische campagne.
Van 1911 tot 1918 was hij minister van Justitie. In deze functie was hij onder meer verantwoordelijk voor de wet op de kinderbescherming (1912) en de aanpassing inzake de taalwetgeving in rechtszaken (1913). Tijdens de Eerste Wereldoorlog, toen de Belgische regering in Le Havre resideerde, werd hij wegens zijn beleid inzake censuur, oorlogspropaganda en militaire rechtspraak en zijn francofiele relaties door de Vlaamsgezinden en de Vlaamse Beweging gewantrouwd. 
Van 20 november 1920 tot 16 december 1921 leidde hij als eerste minister een Nationale Unie-regering van katholieken, socialisten en liberalen. In deze regering was hij eveneens minister van Binnenlandse Zaken. Tijdens zijn bewind werd de tweede grondwetsherziening afgewerkt die begonnen was onder de vorige premier, Léon Delacroix. Voor het eerst werd België een tweetalig land. Onder zijn premierschap werd eveneens een wet inzake taalgebruik in bestuurszaken goedgekeurd. Van de belofte van Carton de Wiart omtrent Nederlandstalig hoger onderwijs kwam echter niets terecht. Naderhand ging hij wel akkoord met de oprichting van Nederlandstalige faculteiten aan de Rijksuniversiteit Gent, maar hij wees een volledige vernederlandsing af. 
In 1918 werd Carton de Wiart benoemd tot minister van Staat. Van 1932 tot 1934 was hij minister van Sociale Voorzorg en Volksgezondheid. Bij het uitbreken van de Tweede Wereldoorlog in 1940 week hij als minister van Staat met de Belgische ministers uit naar Frankrijk en nam er deel aan de belangrijkste beraadslagingen van het kabinet. Hij ging echter niet mee naar Londen. Na de oorlog werd Carton de Wiart, die intussen op hoge leeftijd was, van augustus 1949 tot juni 1950 minister van Economische Coördinatie en Nationale Wederuitrusting en van juni tot augustus 1950 minister van Justitie.

## Eretekens
- België: Minister van Staat
- België: Grootlint Leopoldsorde
- Verenigd Koninkrijk: Grootkruis Orde van Sint-Michaël en Sint-George
- Monaco: Groot Officier Orde van Sint-Karel
- Vaticaanstad: Kruis Pro Ecclesia et Pontifice

## Publicaties
Carton de Wiart stichtte het katholiek geïnspireerde tijdschrift voor kunst en literatuur Durandal (1894-1914).
Hij beschouwde de historische roman als een goed middel voor de promotie van een nationale literatuur. Hij schreef zelf verschillende historische romans en daarnaast ook reisverhalen en literaire en politieke memoires.
- Contes hétéroclites (1892)
- La cité ardente (1905) - De woelige stede (1912) - gewijd aan de stad Luik en haar verzet tegen Karel de Stoute
- Les vertus bourgeoises (1907) - Beschrijving van het leven in Brussel op het einde van de 18de eeuw
- La vie et les voyages d'un ouvrier foulon du pays de Verviers au XVIIIe siècle d'après un manuscrit inédit (1920)
- A propos du rôle de la Garde bourgeoise dans les événements de 1830 (mars 1927)
- Mes vacances au Congo (1923) - Op reis door Congo (1930)
- Mes vacances au Brésil (1928)
- Souvenirs littéraires (1938)
- Marguerite d'Autriche: régente des Pays-Bas (1939).
- Terres de débat (1941) - de streek van Ath onder de Spaanse overheersing
- Les Cariatides (1942)
- Bourrasque 48 (1945)
- Beernaert et son temps (1945)
- Nouveaux contes hétéroclites (1947)
- Souvenirs politiques (1948)
- Souvenirs politiques (deel II, postuum verschenen in 1981)

## Literatuur

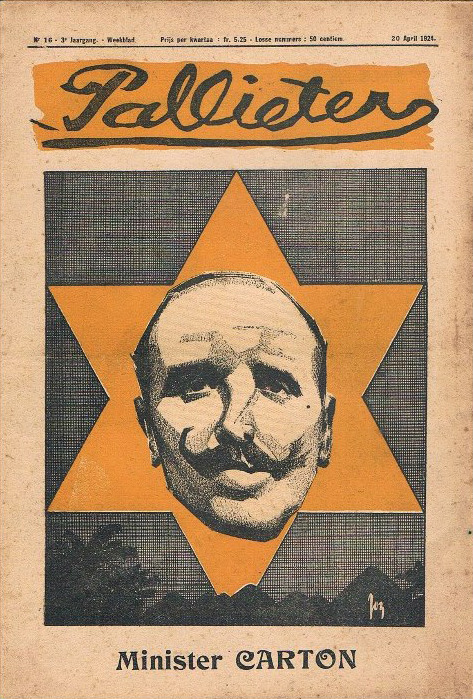
Carton de Wiart door Jos De Swerts, 1924

## Nero
- Hij is samen met Achiel Van Acker en Joseph Van De Meulebroeck op een galadiner te zien in strook 89 van het Neroalbum De Juwelen van Gaga-Pan (1949).

## Voetnota
1. ↑  Biografie Henri Carton de Wiart in de Nieuwe Encyclopedie van de Vlaamse Beweging.

- Biblioteca Nacional de España: XX936136
- Bibliothèque nationale de France: cb120628351 (data)
- Catàleg d'autoritats de noms i títols de Catalunya: 981058508849306706
- Gemeinsame Normdatei: 123556082
- International Standard Name Identifier: 0000 0001 0798 0513
- Library of Congress Control Number: n90616027
- Nationale bibliotheek van Australië: 48221397
- Nationale Bibliotheek van Polen: a0000003633838
- Nederlandse Thesaurus van Auteursnamen: 069021724
- Istituto Centrale per il Catalogo Unico: LO1V018424
- Système universitaire de documentation: 028885449
- Trove: 1488935
- Virtual International Authority File: 24623115
- WorldCat: E39PBJyGRgbJ7Yb6q6BRCP8Qv3